# ピラミッド・アイ・タブレット
ピラミッド・アイ・タブレットとは、エクアドルのラ・マナで発見されたとされる石造のオーパーツである。個人の所有物であり、2001年にウィーンで行われたオーパーツの展覧会「未解明の謎展」で初めて一般に公開された。ピラミッド・アイ・タブレットやピラミッド・ストーン、ラ・マナの光のピラミッド（La piramide di luce di La Mana）など、各媒体ごとに異なった名称で紹介されている。
1980年代に金採掘主任であったギレルモ・ソトマヨーアによって、深さ10メートルの廃坑から300余りの遺物が発見された。その後これらの遺物は、発見者ソトマヨーアの知人にまとめて譲渡され、保管されていた。1999年に「未解明の謎展」のコーディネーターであったクラウス・ドナらが、ラ・マナで発見された別の遺物「石の世界地図」を調査しにエクアドルを訪れ、遺物の中にプロビデンスの目に似た模様があるピラミッド状の物体を見出し、「未解明の謎展」で大きく取り上げた。
2005年時点で、ラ・マナで発見された遺物について学術的な調査は行われていない。

## 形状
高さ27センチメートルで、表面は3辺からなる三角形状になっており、頂点部分に一つの目が象嵌されている。また、目の下部には13の水平な段が刻まれている。底面には黄金の埋め込み細工で、オリオン座の配置が描かれている。また、その下方には絵文字が刻まれている。クルト・シルトマン教授の解読によると、先サンスクリット文字で「創造主の息子がやってくる」と書かれているとされる。
ラ・マナの遺物の多くは紫外線を当てると発光するとされ、このピラミッドも目と段が発光する。